# Rumex komarovii
Rumex komarovii är en slideväxtart som beskrevs av Schischk. & Sergievsk.. Rumex komarovii ingår i släktet skräppor, och familjen slideväxter. Inga underarter finns listade i Catalogue of Life.